# Cantone di Marcilly-le-Hayer
Il Cantone di Marcilly-le-Hayer era una divisione amministrativa dell'arrondissement di Nogent-sur-Seine.
A seguito della riforma approvata con decreto del 21 febbraio 2014, che ha avuto attuazione dopo le elezioni dipartimentali del 2015, è stato soppresso.

## Composizione
Comprendeva i comuni di:
- Avant-lès-Marcilly
- Avon-la-Pèze
- Bercenay-le-Hayer
- Bourdenay
- Charmoy
- Dierrey-Saint-Julien
- Dierrey-Saint-Pierre
- Échemines
- Faux-Villecerf
- Fay-lès-Marcilly
- Marcilly-le-Hayer
- Marigny-le-Châtel
- Mesnil-Saint-Loup
- Palis
- Planty
- Pouy-sur-Vannes
- Prunay-Belleville
- Rigny-la-Nonneuse
- Saint-Flavy
- Saint-Lupien
- Trancault
- Villadin